# فلانفوتوماب
فلانفوتوماب هو جسم مضاد وحيد النسيلة بشري مصمم لعلاج الميلانوما.